# Halophila minor
Halophila minor är en dybladsväxtart som först beskrevs av Heinrich Zollinger, och fick sitt nu gällande namn av Cornelis den Hartog. Halophila minor ingår i släktet Halophila och familjen dybladsväxter. IUCN kategoriserar arten globalt som livskraftig. Inga underarter finns listade.